# Zofia Świda
Zofia Świda (ur. 3 czerwca 1939 w Wilnie, zm. 8 lutego 2011 we Wrocławiu) – polska prawniczka, profesor nauk prawnych, specjalistka w dziedzinie postępowania karnego, prawa karnego i prawa wykroczeń, wieloletni pracownik akademicki Wydziału Prawa, Administracji i Ekonomii Uniwersytetu Wrocławskiego, sędzia Sądu Apelacyjnego we Wrocławiu, członek Komisji Kodyfikacyjnej Prawa Karnego.

## Życiorys
Pochodziła z polskiej rodziny inteligenckiej zamieszkałej na Litwie. Była córką adwokata i wybitnego karnisty, profesora Witolda Świdy (1899-1989) oraz lekarki – Zofii Świdy z domu Olechnowicz (1901-1983). Była młodszą siostrą znanej socjolog – profesor Hanny Świdy-Ziemby (1930-2012).
Po zakończeniu wojny z całą rodziną trafiła do Wrocławia, gdzie Witold Świda objął stanowisko profesora Uniwersytetu Wrocławskiego oraz pierwszego dziekana Izby Adwokackiej we Wrocławiu. Przez wiele lat mieszkała w willi na wrocławskim Oporowie, należącej poprzednio do jej ojca.
Ukończyła III Liceum Ogólnokształcące we Wrocławiu, a następnie przez rok studiowała filologię polską, po czym podjęła studia prawnicze na Uniwersytecie Wrocławskim.
Po ukończeniu studiów w 1962 roku i rocznym stażu została zatrudniona na stanowisku asystenta w kierowanym przez profesor Marię Lipczyńską Zakładzie Postępowania Karnego na Wydziale Prawa i Administracji Uniwersytetu Wrocławskiego. Równolegle odbywała aplikację sądową zakończoną w 1964 roku zdaniem egzaminu sędziowskiego. W 1971 roku uzyskała stopień doktora nauk prawnych na podstawie rozprawy poświęconej zagadnieniu sądownictwa penitencjarnego jako instytucji procesowej, zaś w 1983 roku – stopień doktora habilitowanego nauk prawnych po przedłożeniu rozprawy dotyczącej zasady swobodnej oceny dowodów w procesie karnym. Na macierzystej uczelni prowadziła zajęcia z prawa karnego procesowego oraz logiki. W roku 1981 za pracę społeczną w Zrzeszeniu Prawników Polskich została odznaczona Srebrnym Krzyżem Zasługi. W drugiej połowie lat 80. była zaangażowana w tworzenie Wydziału Prawa i Administracji na nowo utworzonym Uniwersytecie Szczecińskim, dokąd jeździła z wykładami. W 1991 roku została mianowana profesorem nadzwyczajnym i została kierownikiem Katedry Postępowania Karnego, którą to funkcję pełniła do przejścia na emeryturę w 2009 roku. Postanowieniem Prezydenta RP z 15 stycznia 1996 roku nadano jej tytuł profesora nauk prawnych. Była promotorem w sześciu ukończonych przewodach doktorskich (J. Banach-Gutierrez, K. Nowicki, T. Razowski, M. Myczkowski, E. Trybuchowska, W. Jasiński).
Jej zainteresowania naukowe obejmowały proces karny, prawo karne wykonawcze oraz materialne i procesowe prawo wykroczeń. Była autorem licznych publikacji poświęconych tej tematyce, w tym trzech monografii oraz blisko 100 artykułów i glos, a także współautorem kilku podręczników akademickich. Brała udział w wielu konferencjach naukowych, także zagranicznych oraz zasiadała w kolegiach redakcyjnych i radach programowych czasopism naukowych, m.in. Prokuratury i Prawa. Była również członkiem sekcji polskiej Association Internationale de Droit Pénal (AIDP), a przez dwie kadencje – członkiem Komitetu Nauk Prawnych PAN.
W 1993 roku została sędzią Sądu Apelacyjnego we Wrocławiu w wydziale karnym, gdzie orzekała aż do przejścia w stan spoczynku w 2009 roku.
Zasiadała również w ciałach legislacyjnych. Brała udział w pracach nad kodyfikacją karną z 1997 r., a następnie w pracach nad kolejnymi nowelizacjami kodeksu postępowania karnego. W 2009 roku została powołana w skład Komisji Kodyfikacyjnej Prawa Karnego pod przewodnictwem profesora Andrzeja Zolla.
W lecie 2010 roku była jedną z czworga wyłonionych przez Krajową Radę Sądownictwa kandydatów do Rady Instytutu Pamięci Narodowej.
Zmarła nagle 8 lutego 2011 roku. Jej grób znajduje się na Cmentarzu Grabiszyńskim.

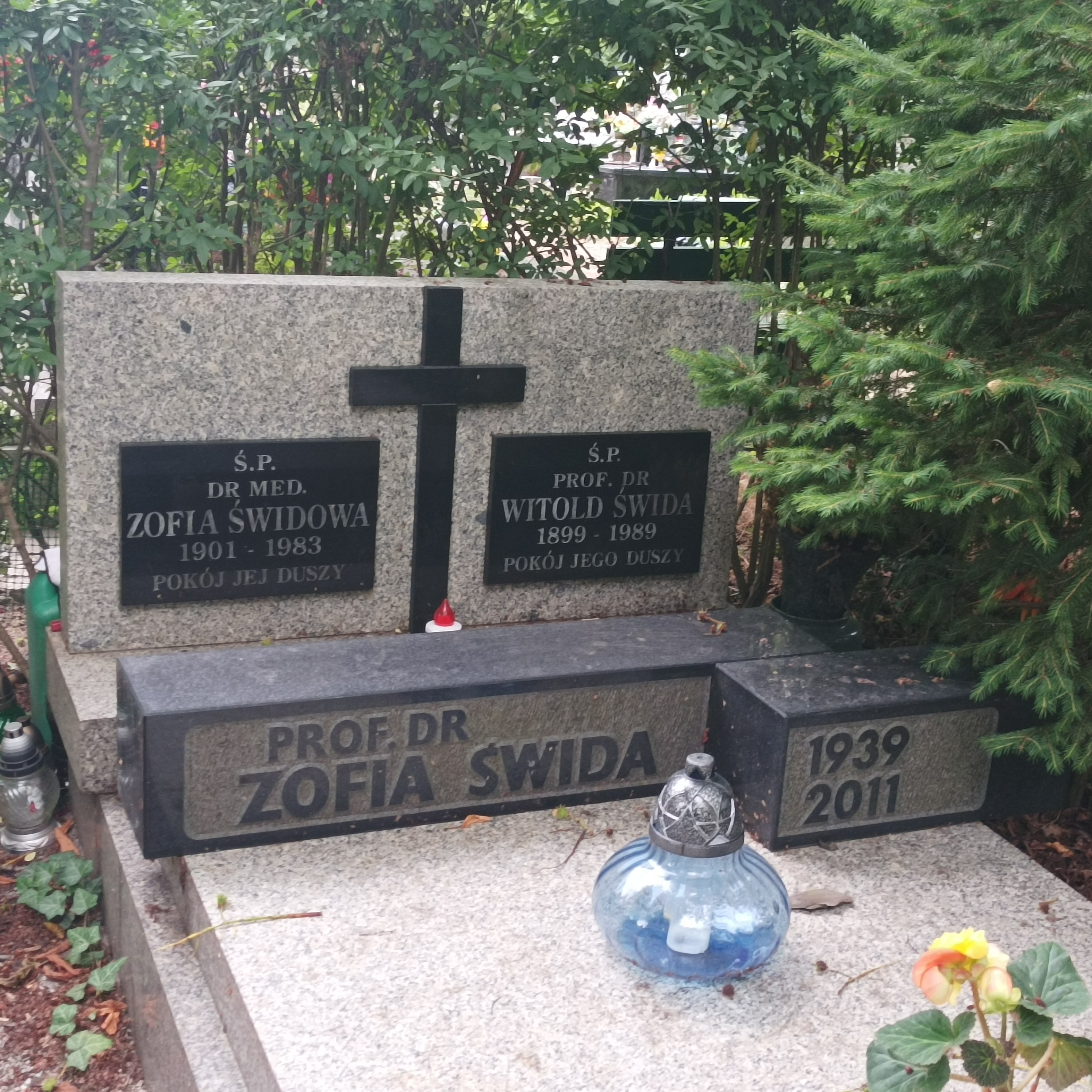
Gród Witolda i Zofii Świdów na Cmentarzu Grabiszyńskim

## Wybór publikacji
- Sądownictwo penitencjarne jako instytucja procesowa (jako Z. Świda-Łagiewska), Warszawa 1974,
- Trybunał Stanu w PRL (redakcja; jako Z. Świda-Łagiewska), Warszawa 1983,
- Zasada swobodnej oceny dowodów w polskim procesie karnym (jako Z. Świda-Łagiewska), Wrocław 1983,
- Realizacja praw człowieka w kontradyktoryjnym procesie karnym, Wrocław 1994,
- Podstawy materialnego i procesowego prawa o wykroczeniach (we współautorstwie z M. Bojarskim), Wrocław 1999,
- Postępowanie karne. Część ogólna (redakcja), Warszawa 2008,
- Postępowanie karne. Część szczególna (redakcja), Warszawa 2011.